# Angelus TV
Angelus TV era un'emittente televisiva portoghese di ispirazione cattolica che trasmetteva da Fátima, Portogallo. La sede della stazione televisiva si trovava nelle vicinanze del santuario di Nostra Signora di Fátima, nella Cova da Iria, da cui ha trasmesso numerose celebrazioni quotidiane.

## Diffusione
L'emittente trasmetteva attraverso via servizio di televisione via cavo sul territorio nazionale di Portogallo; via satellite in tutta Europa e nei Paesi del bacino del Mediterraneo via satellite Hispasat 30W-5; e trasmetteva sulla internet in tutto il mondo.